# 막시밀리안 1세 요제프
막시밀리안 1세 요제프(독일어: Maximilian I, 1756년 5월 27일 ~ 1825년 10월 13일)는 비텔스바흐가 출신으로 신성 로마 제국의 선제후이자 신성 로마 제국, 라인 동맹 그리고 독일 연방 소속 바이에른 왕국의 초대 국왕이다.

## 생애
츠바이브뤼켄 궁정백 프리드리히 미하엘의 차남으로 1777년에서 1789년까지 프랑스 왕립육군에서 복무하면서 프랑스와의 친선 관계를 발전시켜 1795년 형 카를 2세 아우구스트의 뒤를 이어 츠바이브뤼켄 공작이 되었고 1799년 바이에른과 팔츠의 선제후 카를 데오도어가 사망하자 막시밀리안 4세 요제프로 비텔스바흐가의 모든 영토를 물려받았다. 이 영토들의 대부분이 오스트리아에 점령되거나 분산되고 통합이 제대로 이루어지지 않았으나 능력 있는 장관 몽줄라 백작 막시밀리안의 도움으로 바이에른을 효율적이고 자유주의 국가로 탈바꿈시켰다.
1799년 나폴레옹 전쟁에 참가하라는 오스트리아의 압력을 받았으나 오히려 1801년 프랑스와 단독 강화 조약을 맺고 1803년 뷔르츠부르크, 밤베르크, 프라이징, 아우크스부르크 외의 땅을 받았고 1805년 인스바흐를 얻었다. 그리고 1806년 1월 1일 막시밀리안 1세로 바이에른 왕국의 초대 국왕이 되었다.
그리고 나폴레옹의 독일 제후 동맹체인 라인 연방에 가입했고 나폴레옹 전쟁을 도와 1805년 오스트리아 제국, 1806년~1807년 프로이센 왕국과 러시아 제국, 1809년 오스트리아 제국과의 전투에 참전한 공으로 서부 오스트리아의 대부분을 얻었다.
1813년 러시아 원정에 3만 명의 바이에른군을 파견했으나 프랑스가 패배하자 영토 보장을 조건으로 오스트리아 제국과 동맹을 맺고 1814년~1816년 서부 오스트리아 지역을 되돌려주고 라인강 서쪽의 큰 영토를 새로 얻었다. 1815년 평화가 회복되자 통치기구를 개편하고 아들 루트비히 1세의 주장으로 몽줄라 백작을 해임했으며, 1818년 새로운 헌장을 승인해 바이에른은 그의 남은 통치 기간 동안 독일 연방에서 가장 자유주의적 국가가 되었다.

## 자녀
| 이름                                                          | 생몰일                                                        | 비고                                                                  |
| 헤센다름슈타트의 아우구스테 빌헬미네와의 사이에서 태어난 자식 | 헤센다름슈타트의 아우구스테 빌헬미네와의 사이에서 태어난 자식 | 헤센다름슈타트의 아우구스테 빌헬미네와의 사이에서 태어난 자식         |
| ------------------------------------------------------------- | ------------------------------------------------------------- | --------------------------------------------------------------------- |
| 루트비히 1세                                                  | 1786년-1868년                                                 | 작센힐트부르크하우젠의 테레제와 혼인.                                 |
| 아우구스테                                                    | 1788년-1851년                                                 | 외젠 드 보아르네와 혼인.                                              |
| 아말리에 마리아 아우구스테                                    | 1790년-1794년                                                 | 요절                                                                  |
| 카롤리네 아우구스테                                           | 1792년-1873년                                                 | 빌헬름 1세와 혼인. 프란츠 2세와 혼인.                                 |
| 카를 테오도어                                                 | 1795년-1875년                                                 | 마리아 안나 소피 드 페틴과 혼인. 헨리에테 쉘러와 혼인.                |
| 바덴의 카롤리네와의 사이에서 태어난 자식                      |                                                               |                                                                       |
| ?                                                             | 1799년-1799년                                                 | 요절                                                                  |
| 카를 프리드리히 루트비히                                      | 1800년-1803년                                                 | 요절                                                                  |
| 엘리자베트 루도비카                                           | 1801년-1873년                                                 | 아말리에 아우구스테와 일란성 쌍둥이. 프리드리히 빌헬름 4세와 혼인.    |
| 아말리에 아우구스테                                           | 1801년-1877년                                                 | 엘리자베트 루도비카와 일란성 쌍둥이. 요한 1세와 혼인.                 |
| 조피                                                          | 1805년-1872년                                                 | 마리아 안나와 일란성 쌍둥이. 프란츠 카를 폰 외스터라이히 대공과 혼인. |
| 마리아 안나                                                   | 1805년-1877년                                                 | 조피와 일란성 쌍둥이. 프리드리히 3세 아우구스투스와 혼인.             |
| 루도비카                                                      | 1808년-1892년                                                 | 바이에른 공작 막시밀리안 요제프와 혼인.                               |
| 막시밀리아나 요제파 카롤리네                                  | 1810년-1821년                                                 | 요절                                                                  |